# Платано (Верона)
Платано је насеље у Италији у округу Верона, региону Венето.
Према процени из 2011. у насељу је живело 105 становника. Насеље се налази на надморској висини од 133 м.